# Augsburg-Stadtjägerviertel
Das Stadtjägerviertel ist ein 73,8 Hektar großer Stadtbezirk im Zentrum der bayerischen Großstadt Augsburg und hatte am 31. Dezember 2015 eine Gesamteinwohnerzahl von 3.499 Personen. Der Bezirk ist Bestandteil des übergeordneten Planungsraumes Innenstadt.

## Geographie
Das Stadtjägerviertel bildet das nordwestliche Ende der Augsburger Innenstadt und grenzt dort an den Stadtteil Oberhausen. Im Detail verläuft die Grenze an den Eisenbahngleisen der Ludwig-Süd-Nord-Bahn, am östlichen Ufer der Wertach, der Wertachstraße, Am Katzenstadl, An der Blauen Kappe, an der Prinzregentenstraße und an der Frölichstraße entlang.

## Demographie
Der 5. Stadtbezirk Augsburgs hatte am 31. Dezember 2015 3.499 Einwohner mit Haupt- und Nebenwohnsitz, von denen 1.766 weiblichen Geschlechts waren – das entspricht einem Frauenanteil von 50,5 Prozent. 646 oder 18,5 Prozent der Bewohner des Stadtjägerviertels besaßen zum selben Zeitpunkt einen ausländischen Pass.
Der Bezirk besitzt eine im innerstädtischen Vergleich sehr junge Bevölkerung: Vor allem die Gruppe der 20- bis 40-Jährigen war am 31. Dezember 2015 mit 1.488 Personen stark vertreten.

## Sehenswürdigkeiten
- Das Curt-Frenzel-Stadion dient dem Eishockeyclub der Augsburger Panther als Heimspielstätte. Benannt wurde es nach Curt Frenzel, der vor allem als Herausgeber der Augsburger Allgemeinen bekannt wurde, daneben aber auch als Förderer des Eishockeysports in Augsburg.
- Das Wertachbrucker Tor bildet die Grenze des Stadtjäger- zum Georgs- und Kreuzviertel und wurde 1370 zunächst als Zolltor erbaut und später dann in die Wehranlage der Fuggerstadt integriert. Heute dient es vor allem der Schreinerinnung als repräsentatives Gebäude sowie als Veranstaltungsort.
- Die nachklassizistische Kapelle (Gartenstraße 11) der katholisch-apostolischen Gemeinde wurde 1871/72 von August Thiersch erbaut. Sie wurde 1944 zerstört und 1951 wieder aufgebaut.